# Sun Kick (Punnany Massif-album)
A Sun Kick a magyar Punnany Massif együttes harmadik albuma, egyben az első középlemeze. Az album megjelenésére 2011. szeptember 14-én került sor az AM:PM Music kiadásában. Az album a MAHASZ Top 40 album- és válogatáslemez listáján a huszonharmadik helyre került fel. A lemezen szereplő "Élvezd" című dal a MAHASZ Single (track) Top 40 lista tizenötödik helyére került fel.

## Számlista
|    | Cím             | Hossz |
| -- | --------------- | ----- |
| 1. | "Bemelegítő"    | 5:57  |
| 2. | "Másfél hete"   | 6:23  |
| 3. | "Kopóggyá’"     | 4:21  |
| 4. | "Élvezd"        | 3:57  |
| 5. | "Néha"          | 3:52  |
| 6. | "Sirató"        | 5:26  |
| 7. | "Pécs aktuál X" | 5:08  |
| 8. | "Levezető"      | 1:56  |

## Lásd még
- Punnany Massif-diszkográfia